# Common Intermediate Format
CIF (Common Intermediate Format o Common Interchange Format) anche detto FCIF (Full Common Intermediate Format) è un formato standard di video digitale a bassa definizione ideato dall'ITU-T per le videoconferenze e introdotto con il codec H.261 nel 1988.

Differenze tra SQCIF, QCIF, CIF, 4CIF, D1 (standard di videoregistrazione digitale introdotto nel '86) e 9CIF

CIF ha una risoluzione video con luminanza di 352 pixel  verticali per 288 pixel orizzontali (crominanza 176×144 pixel) e come suggerisce la parola "comune" (in inglese "common") nel suo nome, è stato progettato come un formato di compromesso comune per essere relativamente facile da convertire per l'utilizzo con display di tipo PAL o NTSC.
Infatti il formato CIF utilizza un rapporto d'aspetto (di 11:9) che corrisponde più facilmente a PAL (4:3), ma si avvale usualmente del frame rate di NTSC (29,97 fotogrammi al secondo) e della famiglia di spazi colore YCbCr.
Tuttavia CIF può avere anche un frame rate diverso da NTSC, ad esempio di 7.5, 10, 15 o persino 60 fotogrammi al secondo. Il bit-rate di questo formato video non può eccedere i 256 kbit/s.
I pixel del formato CIF non sono quadrati, ma hanno un rapporto d'aspetto nativo di 12:11.
Criterio simile di rappresentazione dei pixel è impiegato dallo standard Rec. 601 per la codifica digitale di segnali video analogici interlacciati a 625 linee e 50 Hz (576i50) e 525 linee e 60 Hz (480i60).
Inoltre tra gli anni '90 e gli anni 2000 sono stati realizzati vari formati video basati su CIF, ad esempio:  Sub-Quarter CIF o Sub-QCIF o SQCIF (luminanza 128×96 pixel con crominanza 64×48), Quarter CIF o QCIF (luminanza 176x144 pixel con crominanza 88x72), 4CIF (luminanza 704×576 pixel con crominanza 352×288), 9CIF (luminanza 1056×864 pixel con crominanza 528×432) e 16CIF (luminanza 1408×1152 pixel con crominanza 704×576).
| Nome del formato | Risoluzione del video |
| ---------------- | --------------------- |
| SQCIF            | 128 × 96              |
| QCIF             | 176 × 144             |
| CIF              | 352 × 288             |
| 4CIF             | 704 × 576             |
| 9CIF             | 1056 × 864            |
| 16CIF            | 1408 × 1152           |

Un fotogramma SQCIF (1/9 × CIF) ha un nono circa dei pixel di un fotogramma CIF, un fotogramma QCIF (1/4 × CIF) un quarto.
QCIF è stato sviluppato dall'ITU-T nel 1990.
Entrambi sono formati video a bassa definizione.
Un fotogramma 4CIF (4 × CIF), formato video a definizione standard, ha quattro volte i pixel di un fotogramma CIF.
Un fotogramma 9CIF (9 × CIF) ha nove volte i pixel di un fotogramma CIF, un fotogramma 16CIF (16 × CIF) sedici volte.
Entrambi sono formati video in alta definizione.
Tutti questi formati video sono supportati da vari codec, come H.263, H.264 (MPEG-4 AVC) e H.265 (HEVC).
H.261 supporta solo QCIF e CIF.